# Хомутовка (Брянская область)
Хомутовка — деревня в Стародубском районе Брянской области, входит в состав Мишковского сельского поселения. В деревне числится 5 улиц.

## География
Расположена на берегу реки Глинка (бассейн реки Вабля). С севера к деревне примыкает село Мишковка. Находится в 17 км к юго-востоку от районного центра — города Стародуб, и в 129 км к юго-западу от Брянска. Высота центра селения над уровнем моря — 172 м.

## История
Населённый пункт основан во второй половине XVII века. Согласно легенде, основателем деревни был казак Степан Хомут. В 1710-е годы Хомутовку перевели в ранг гетманских капелянов.
В XVII-XVIII века населённый пункт был в составе второй полковой сотни Стародубского полка. На начало XVIII века село. В XIX веке Хомутовка упоминается как деревня, в это время она входит в приход села Суходолье. с 1782 по 1929 Хомутовка входила в Стародубский уезд.
В 1861 году деревня вошла в состав Кистерской волости. На 1892 год насчитывалось 820 жителей. С 1919 года деревня стала центром Хомутовского сельсовета, существовавшего до 1930-х.
В 1929 году населённый пункт был передан в состав Понуровского (Воронковского) района, где находился до 1932 года, позже — с 1939 по 1957 годы. До 1960-х Хомутовка находилась в составе Тарасовского сельсовета.

## Население
| 2010 | 2013 |
| ---- | ---- |
| 109  | ↘102 |